# Hahnenknoop
 (juin 2020).
Hahnenknoop est un quartier de la commune allemande de Loxstedt, dans l'arrondissement de Cuxhaven, Land de Basse-Saxe.

## Géographie
Hahnenknoop se situe entre la forêt de Hahnenknoop et la tourbière. Le canal est construit pour le drainage.

## Histoire
Vers 1718, il n'y a qu'une ferme à Hahnenknoop. À partir de 1794, une colonie est fondée, afin que de nouvelles installations puissent avoir lieu. La commune est créée en 1840. Au milieu du XIXe siècle, la colonie de Drostendamm et donc le quartier du même nom est fondée.
Hahnenknoop est incorporé à Stotel le 15 mars 1968 et est un quartier de la municipalité de Loxstedt depuis le 1er mars 1974.

## Démographie
| Année | Nombre d'habitants | Source |
| ----- | ------------------ | ------ |
| 1910  | 262                | [ 2 ]  |
| 1925  | 324                | [ 3 ]  |
| 1933  | 269                | [ 3 ]  |
| 1939  | 268                | [ 3 ]  |
| 1950  | 410                | [ 4 ]  |

| Année | Nombre d'habitants | Source |
| ----- | ------------------ | ------ |
| 1956  | 312                | [ 4 ]  |
| 2010  | 253                | [ 5 ]  |
| 2015  | 239                | [ 6 ]  |
| 2019  | 229                | [ 1 ]  |
| 0     | 0                  | 0      |

|  |

## Source, notes et références
- (de) Cet article est partiellement ou en totalité issu de l’article de Wikipédia en allemand intitulé « Hahnenknoop » (voir la liste des auteurs).

1. 1 2  (de) « Einwohnerzahlen der Gemeinde Loxstedt », sur Gemeinde Loxstedt (consulté le 12 juin 2020)
2. ↑  (de) « Gemeindeverzeichnis Deutschland 1900 », sur gemeindeverzeichnis.de (consulté le 12 juin 2020)
3. 1 2 3  (de) Michael Rademacher, « Deutsche Verwaltungsgeschichte von der Reichseinigung 1871 bis zur Wiedervereinigung 1990. Landkreis Wesermünde », 2003 (consulté le 12 juin 2020)
4. 1 2  (de) Amtliches Gemeindeverzeichnis für die Bundesrepublik Deutschland – Ausgabe 1957 (Bevölkerungs- und Gebietsstand 25. September 1956, für das Saarland 31. Dezember 1956)., Statistisches Bundesamt Wiesbaden, 1958 (lire en ligne), p. 192
5. ↑  (de) « Einwohnerzahlen der Gemeinde Loxstedt 2010–2013 », sur Gemeinde Loxstedt (version du 8 mars 2014 sur Internet Archive)
6. ↑  (de) « Einwohnerzahlen der Gemeinde Loxstedt 2014–2017 », sur Gemeinde Loxstedt (version du 6 septembre 2017 sur Internet Archive)